# John Leslie Mackie
John Leslie Mackie (/ˈmæki/), avstralski filozof, * 25. avgust 1917, Sydney, Novi Južni Wales, Avstralija, † 12. december 1981, Oxford, Anglija. 
John Leslie Mackie je bil avstralski filozof. Močno je prispeval k filozofiji religije in jezika, poleg tega pa še k metafiziki in metaetiki (meta-etika je veja etike, ki poskuša razumeti naravo etičnih lastnosti, izjav, stališč in sodb).
Napisal je šest knjig, njegova najbolj znana pa je bila Ethics: Inventing Right and Wrong (1977).

## Življenje
Mackie se je rodil 25. avgusta 1917 v Killari v Sydneyju ravnatelju učiteljskega kolegija v Sydneyju Alexandru Mackieju in njegovi ženi Annie Burnett, ki je bila učiteljica. Sprva je obiskoval gimnazijo Knox, nato pa je na Univerzi v Sydneyju leta 1938 z odliko diplomiral iz grščine in latinščine. Šolanje je nadaljeval na Oriel College v Oxfordu. Začel je tudi s pripravo doktorata, a je svoje delo prekinil zaradi služenja vojaščine. Januarja 1942 se je pridružil oddelku električnih in mehaničnih inženirjev v Kraljevi vojski. Služil je na Bližnjem vzhodu in v Italiji, nato pa se je leta 1946 vrnil v Sydney in postal predavatelj moralne in politične filozofije na tamkajšnji univerzi. Poročil se je z Joan Armiger Meredith. Leta 1955 je bil imenovan za predsednika filozofije in psihologije na Univerzi v Otagu, a se je leta 1959 vrnil v Sydney in na univerzi nasledil svojega mentorja Johna Andersona na mestu profesorja filozofije Challis. Leta 1963 je v Angliji postal inavguriran (slovesna umestitev, postavitev) profesor filozofije na Univerzi v Yorku. Leta 1967 je bil izbran za sodelavca in mentorja filozofije na University Collegea v Oxfordu, leta 1978 pa je bil povišan v status »reader«. Med letoma 1971 in 1973 je deloval v Radcliffu, naprej pa je bil sodelavec Britanske akademije.
Bil je zadržan človek, a se je redno udeleževal filozofskih razprav. Imel je zelo dovršen način pisanja, kot profesor pa je bil zelo potrpežljiv. Znan je bil kot dober in priljubljen profesor. Z ženo je imel dva sina in tri hčerke, umrl pa je 12. decembra 1981 v Oxfordu. 

## Delo
Njegov temeljni pristop k filozofiji je bil empirični realizem. Argument je temeljito preučil in se pri tem bolj zanašal na smisel napisanega kot na teoretično logiko. V njegovih delih je viden vtis njegovega mentorja Johna Andersona, čeprav se ni popolnoma približal njegovemu pristopu.
Mackiejev način pisanja je bil tak, da je lahko izrazil nestrinjanje z nekom na tak način, da bi lahko njegov naslovljeni komentar zamenjal za kompliment. Njegovo najbolj znano stališče je, da ni objektivnih vrednot. Trdi, da je zelo težko določiti, kako bi vplivale objektivne vrednote in dokazal, da je mogoče, da verjamemo, da obstajajo, čeprav ne. Izpeljal je verjetne posledice obstoja objektivnih vrednot in pokazal, da je malo verjetno, da v dejanskem svetu res obstajajo, kar pomeni, da tudi objektivne vrednote ne obstajajo
Bil je močan zagovornik ateizma, njegov argument pa je bil, da zloba ne bi obstajala, če bi obstajal bog, kot je opisan v monoteističnih verah.
Mackie je svoja najpomembnejša dela napisal kasneje v svoji karieri, prej pa je objavljal zgolj članke, ki pa so bili zelo pomembni. Prvo z naslovom Truth, Probability and Paradox je napisal šele leta 1973, v naslednjih desetih letih pa je napisal še pet del.
Njegovi kontroverzni argumenti na področjih etike in filozofske teologije še zdaj začenjajo mnoge debate.